# Bangor, Morbihan
Bangor  là một xã ở tỉnh Morbihan, vùng Bretagne tây bắc Pháp. Xã này có diện tích 25,54 km², dân số năm 1999 là 738 người. Khu vực này có độ cao trung bình 44 mét trên mực nước biển. Đây là một trong 4 xã trên đảo Belle-Île-en-Mer.
Cư dân của Bangor danh xưng trong tiếng Pháp là Bangorins.